# Le Lavandou
Le Lavandou (prow. Lou Lavandou) – miejscowość i gmina położona we Francji, nad Morzem Śródziemnym, u stóp masywu Massif des Maures w departamencie Var, w regionie Prowansja-Alpy-Lazurowe Wybrzeże. Pas morza oddziela miejscowość od wysp Port-Cros i Île du Levant, tworzących wraz z wyspą Porquerolles archipelag Îles d'Hyères.
Według danych z 1 stycznia 2009 gminę zamieszkiwało 5747 osób, a gęstość zaludnienia wynosiła 194 osób/km².
W Le Lavandou obowiązuje od 2000 roku zakaz umierania, wprowadzony po tym jak władze okręgowe nie zezwoliły na budowę nowego cmentarza w przeznaczonym na to malowniczym miejscu. Zakaz nie dotyczy osób posiadających miejsce na istniejącym cmentarzu.

## Pochodzenie nazwy
Nazwa miasteczka przywodzi na myśl lawendę (fr. lavande). Jeden z gatunków lawendy (Lavandula stoechas) jest często spotykany w masywie Maures. W rodzimym języku Prowansji, języku prowansalskim lawendę opisuje zupełnie inne słowo – queirélé. Nazwa Le Lavadou była używana od dawna – była już wymieniana w dokumentach z roku 1674, przechowywanych w Draguignan. Na inne pochodzenie nazwy wskazał w swoim słowniku prowansalsko-francuskim Skarbiec felibryzmu poeta Frédéric Mistral, noblista z 1904 roku, który wywiódł nazwę od słowa lavoir (pralnia, miejsce, gdzie się pierze). W miejscowym merostwie znajduje się obraz Charlesa Ginoux z 1736 przedstawiający wieś Lavandou i żony rybaków piorące ubrania.

## Historia
W czasach imperium rzymskiego istniała założona przez Greków osada Alconis, znajdująca się w pobliżu Le Lavandou, w zatoce Cavalière. Już od dawna w okolicy istniała przystań. Okolice były często najeżdżane i niszczone przez korsarzy (m.in. w 730, 1393 i 1529) i inne wojska. W 1831 roku miejscowość liczyła 146 mieszkańców; wielu z nich miało pochodzenie genueńskie i katalońskie. Port został wybudowany w roku 1880. Mieszkańcy utrzymywali się głównie z rybołówstwa (w 1901 roku wyłowili 135 t ryb).
Przez lata Le Lavandou było częścią gminy Bormes-les-Mimosas. Wniosek o odłączenie został złożony w roku 1909 i przyjęty przez władze centralne w 1913. 25 maja 1913 Le Lavandou stało się samodzielną gminą. W 1926 powstało pierwsze biuro informacji turystycznej.
8 listopada 1942, podczas II wojny światowej siły alianckie wylądowały w Maroku i Algierii, w odpowiedzi na co wojska niemieckie i włoskie zajęły południową, wcześniej nieokupowaną część Francji, w tym Le Lavandou. Część mieszkańców była prześladowana lub deportowana. Siły sprzymierzonych wkroczyły do Le Lavandou podczas lądowania w Prowansji w nocy z 14 na 15 sierpnia 1944.

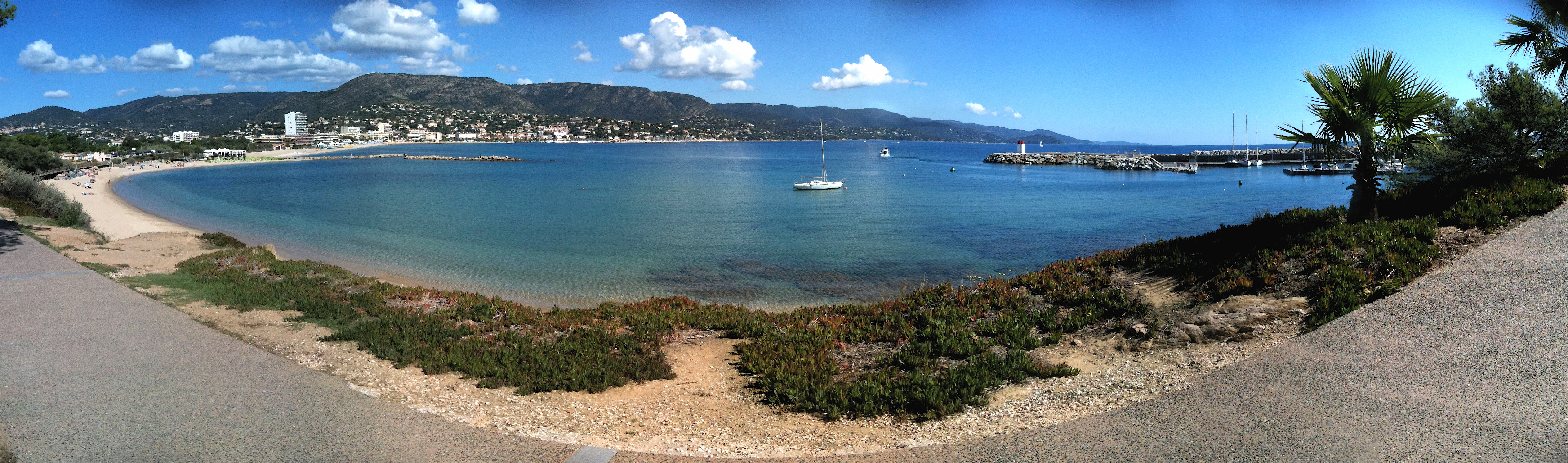
Widok panoramiczny na Le Lavandou, po prawej widoczny port w Bormes

## Atrakcje turystyczne

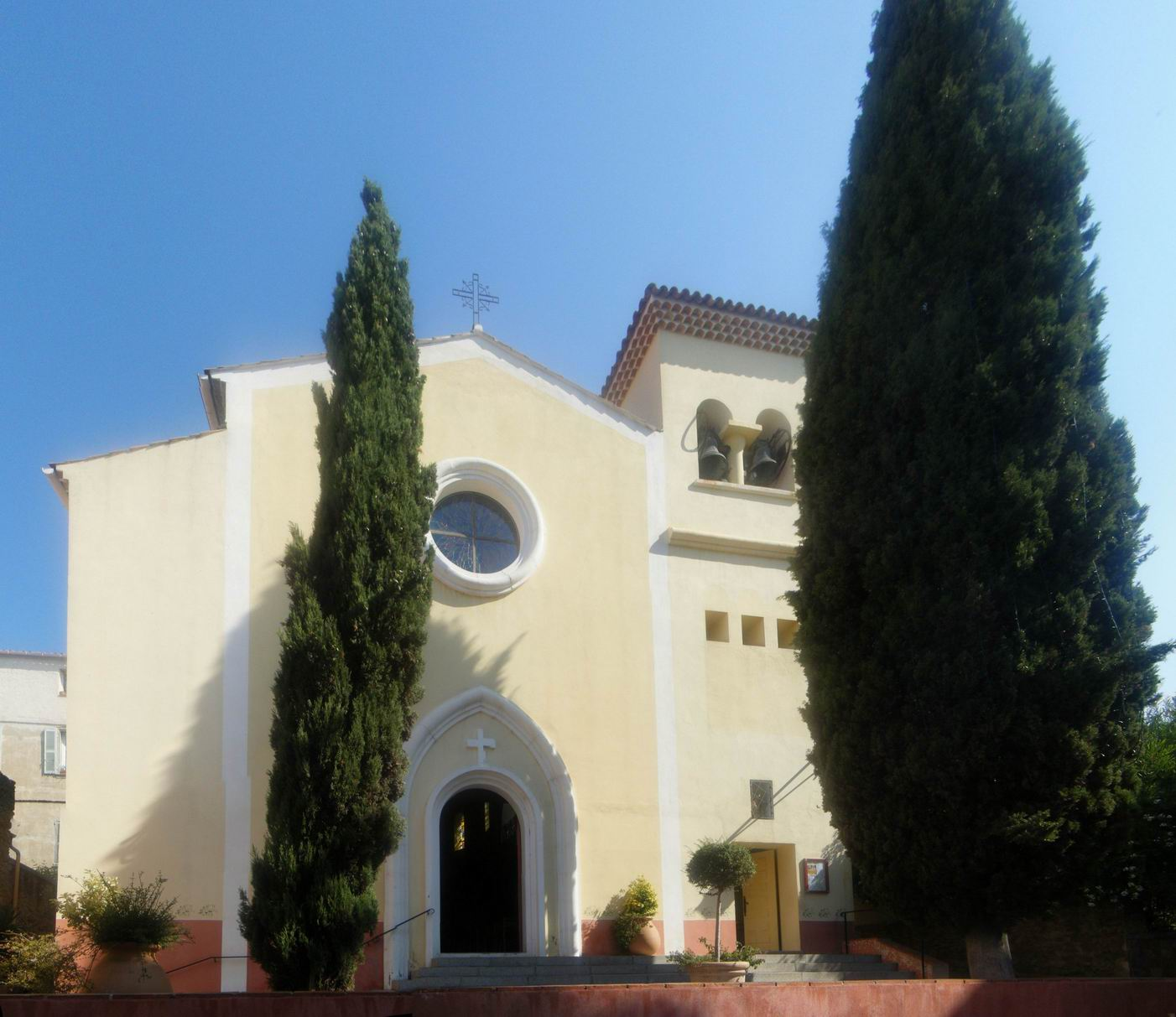
Kościół św. Ludwika

- La Maison du Lavandou, tzw. Le Château – zamek na nabrzeżu Gabriela Péri, wybudowany dla niejakiego Honnoraty, aptekarza, zielarza i podróżnika z Tulonu, ukończony po czterdziestoletniej budowie w 1881 roku. W budynku znajduje się biuro informacji turystycznej.
- kościół św. Ludwika z 1855 roku[3]
- posiadłość rodziny Bruni-Tedeschi na Cap Nègre. Podczas prezydentury Nicolasa Sarkozy’ego, męża Carli Bruni okolica była regularnie ogłaszana strefą zamkniętą ze względów bezpieczeństwa[4]
- dwanaście plaż na dwunastokilometrowym wybrzeżu w granicach gminy (L'Anglade, La Grande Plage du Lavandou, Saint-Clair, La Fossette, Aiguebelle, l'Eléphant, Jean Blanc, Rossignol, Le Layet, Cavalière, Cap Nègre i Pramousquier)
- liczne parki i ogrody (miejscowość wyróżniona trzema kwiatami w ogólnokrajowym konkursie Villes et Villages Fleuris)[5]
- pobliskie wyspy Îles d'Hyères

## Miasta partnerskie
- Kronberg im Taunus, Niemcy